# Радиационная гигиена
Радиацио́нная гигие́на — отрасль гигиены, изучающая источники, уровни и последствия воздействия ионизирующих излучений на человека с целью разработки и обоснования нормативов, мер профилактики и защиты от повреждающего воздействия этих излучений. 
Направления исследований в радиационной гигиене: дозиметрическое, радиобиологическое, теоретическое и санитарно-законодательное. Задачей дозиметрии ионизирующих излучений является выявление источников и установление уровней внешнего и внутреннего облучения различных групп населения и персонала предприятий, работа на которых сопряжена с профессиональным облучением (Р. г. труда). Изучаются закономерности формирования внешнего и внутреннего облучения, а также роль различных факторов и процессов, влияющих на величину дозы, получаемой человеком, для разработки необходимых защитных мероприятий. В рамках радиобиологического направления изучаются метаболизм радионуклидов, в частности в зависимости от особенностей пищевого и водного рациона. Содержанием теоретического направления Р. г. является разработка методологии гигиенического нормирования воздействия ионизирующих излучений на человека. В отличие от других токсических факторов, для которых существует порог действия, а следовательно, дозы и концентрации (ниже пороговых), полностью безвредные для здоровья человека, в Р. г. принято считать, что дополнительное облучение в любой дозе, сколь бы мала она ни была, сопряжено с риском возникновения отдаленных последствий. Соблюдение действующих гиг. нормативов в области радиационной безопасности (НРБ-99/2009) позволяет предотвратить неблагоприятные изменения в организме человека, поддающиеся обнаружению современными методами исследования. Для населения НРБ-99/2009 устанавливают годовой предел эффективной дозы (ПД) 1 мЗв в год в среднем за любые последовательные 5 лет, но не более 5 мЗв в год, а для персонала группы «А» −20 мЗв в год в среднем за любые последовательные 5 лет, но не более 50 мЗв в год.
Задачей сан.-гиг. исследований является разработка конкретных сан. норм, правил и инструкций, а также обоснование мер защиты и радиационно-гигиенического контроля.